# Stillorgan
Stillorgan (irisch Stigh Lorgan, aber auch Stigh Lorcáin, Tigh Lorcáin oder Teach Lorcáin, „Haus oder Kirche des Lorcán“) ist eine Vorstadt bzw. ein Stadtteil von Dublin im County Dún Laoghaire-Rathdown im Süden von Dublin. Bis zur verwaltungstechnischen Neuordnung der Countys in der Republik Irland am 1. Januar 1994 gehörte Stillorgan zum County Dublin, heute liegt es im County Dún Laoghaire-Rathdown. Heute ist Stillorgan weitgehend mit dem Vorort Kilmacud verschmolzen.

## Lage
Stillorgan liegt etwa elf Kilometer südsüdöstlich des Stadtzentrums von Dublin und etwa vier Kilometer westlich von Dún Laoghaire. Durch die Siedlung zieht sich in Nord-Süd-Richtung die N11, die hier streckenidentisch mit der N31 ist. In der Ost-West-Richtung führt die R825 durch die Stadt. Umgeben wird Stillorgan von den Dubliner Vorstädten und Vororten Mount Merrion, Sandyford, Leopardstown, Dundrum, Blackrock, Goatstown und Foxrock.

## Geschichte
Der Name lässt auf eine dänische oder anglonormannische Siedlung schließen. 
1706 wurde die anglikanische St. Brigid’s Church errichtet.
Einer der bekanntesten Bewohner früherer Zeit war der Architekt Edward Lovett Pearce (im Haus The Grove), der hier auch den Stillorgan Obelisk für Joshua Allen, 2. Viscount Allen, errichten ließ.
Stillorgan blieb ein kleines Dorf. Noch in den 1930er Jahren befanden sich lediglich 60 Häuser in Stillorgan. Das Stillorgan Shopping Center, das am 1. Dezember 1966 öffnete, war das erste seiner Art in Irland.

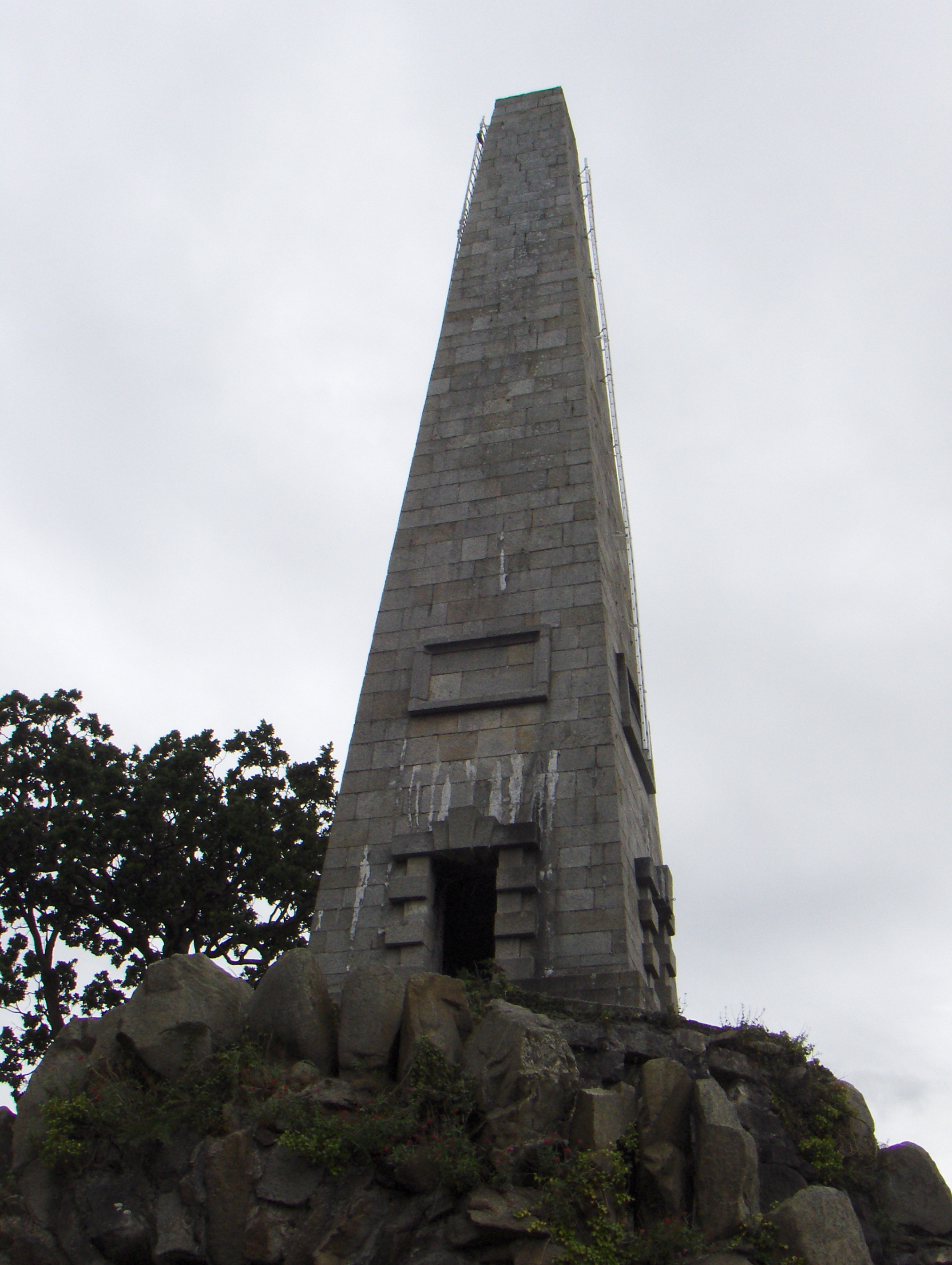
Stillorgan Obelisk

## Persönlichkeiten
- Edward Lovett Pearce (1699–1734), Architekt
- William Orpen (1878–1931), Maler
- Matthew Gaughren (1843–1914), katholischer Geistlicher, Apostolischer Vikar von Kimberley in Orange
- Gerald O’Reilly († 1915), Lord Mayor of Dublin